# 曼督斯
曼督斯 Mandos，本名內牟 Námo，法官的意思，曼督斯堡壘是內牟居所，人們慣稱內牟為曼督斯。他是冥府的監督，被殺亡靈的召喚者，命運的審判官，維拉之一，雅睿塔爾之一。妻子是編織女神薇瑞，他是妮娜的哥哥，夢境之神羅瑞安是他弟弟。他從伊露維塔之中得知眾生的結局。當精靈被殺之後，靈魂會到達曼督斯的廳堂，重生或留在那裡直到世界末日。而人類亡靈則留在曼督斯一會，接著就離開世界，連曼督斯也不知他們會去那裡。矮人相傳死後會到達曼督斯堡壘由奧力特別開出來的廳堂中。在末日終戰中，所有亡靈將由曼督斯處釋放，協助維拉對抗魔苟斯。
曼督斯為人嚴厲、冷靜，從未忘記任何事。當澳闊隆迪流血事件發生後，曼督斯憤怒地詛咒諾多族，反對允許他們返回阿門洲（用盡任何方法）。但他不同魔苟斯，死亡、殘暴或惡意都是由魔苟斯自己設計，而曼督斯則遵從伊露維塔的意願。除非曼威的命令，否則曼督斯不會公開他的判決。
曼督斯從不動情，第一次也是唯一一次，從不動搖的曼督斯，空前絕後地動容。當時人類英雄貝倫亡靈徘徊於曼督斯的廳堂，不願離去，他的妻子露西安也悲哀過度死去，露西安到達了曼督斯面前，唱出有史以來最美的一首歌，內容交織兩個主題，艾爾達的悲哀和人類的悲痛，曼督斯动容了。
曼督斯去找曼威處，曼威從伊露維塔得到裁決，露西安選擇和貝倫一同的命運，他們由曼督斯處釋放，並且重生，但他們也會再次死亡，露西安是唯一一个真正死亡的精灵。